# Shun'ichi Akagi
赤城・俊一
Shun'ichi Akagi (赤城・俊一, Akagi Shun'ichi) est un mangaka spécialisé dans les manga hentai.

## Œuvres
- (ja) Shun'ichi Akagi, Ade Zakura Midare Zaki (艶桜乱咲), Ｔsukasa Comics (ﾂｶｻ ｺﾐﾂｸｽ),‎ 2001 (ISBN 978-4-8128-0545-9, présentation en ligne)
- (ja) Shun'ichi Akagi, 絶頂飛沫, Ｔsukasa Comics (ﾂｶｻ ｺﾐﾂｸｽ),‎ 2002 (ISBN 978-4-8128-0706-4, présentation en ligne)
- (ja) Shun'ichi Akagi, ブッタ斬りシスターＳ, Ｔsukasa Comics (ﾂｶｻ ｺﾐﾂｸｽ),‎ 2003 (ISBN 978-4-8128-0936-5, présentation en ligne)
- (ja) Shun'ichi Akagi, 特公女教師遼子の事件簿, Ｔsukasa Comics (ﾂｶｻ ｺﾐﾂｸｽ),‎ 2004 (ISBN 978-4-8128-1122-1, présentation en ligne)